# Desafio Internacional de Tênis de Abu Dhabi

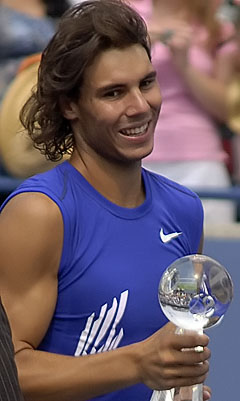
Rafael Nadal é uma das estrelas do Desafio Internacional de Abu Dhabi de Tênis

Desafio Internacional de Tênis de Abu Dhabi ou Torneio Internacional de Tênis de Abu Dhabi ou Capitala World Tennis Championship. O Desafio Internacional de Tênis de Abu Dhabi é um torneio-exibição entre os melhores tenistas profissionais do ano, a ideia é reunir os 6 principais tenistas ranqueados pela ATP em busca do prêmio de UU$ 250 mil, sem contar pontos para o Ranking da ATP. O Torneio é disputado em jogos de simples, a partir das quartas-de-final, com os 2 melhores classificados direto para a semifinal. Os jogos são disputados em quadra dura no Complexo Internacional de Tênis de Abu Dhabi, em Abu Dhabi, capital dos Emirados Árabes. Agendado para abrir a temporada será realizado pela primeira vez em 1 de janeiro de 2009, o evento foi transmitido pelo canal SPORTV2 da Rede Globo no Brasil.

## História

### Criação
Em novembro de 2008, as empresas Flash and Capitala anunciaram com a IMG a parceria para criar um novo torneio-exibição para abrir a temporada em Abu Dhabi, Emirados Árabes Unidos (UAE). O evento busca promover o esporte na região, criando um novo torneio de tênis no Oriente Médio com o apoio das associações ATP e a WTA.
Os seis jogadores jogam em 3 dias e o campeão leva o prêmio de US$ 250 mil. O Torneio de Abu Dhabi foi programado para abrir a temporada de tênis antes do início da série de Tours da ATP como um aquecimento para os tenistas, logo no dia 1 de janeiro, evento similar ao AAMI Kooyong Classic.

### Primeira vez
Capitala World Tennis Championship ou Desafio Internacional de Tênis de Abu Dhabi foi programado entre os dias 1 e 3 de janeiro de 2009, com a participação de Rafael Nadal, Roger Federer, Andy Murray, Nikolay Davydenko, Andy Roddick e James Blake.
| Jogador           | País        | Ranking 2008 |
| Rafael Nadal      | Espanha     | 1            |
| Roger Federer     | Suíça       | 2            |
| Andy Murray       | Reino Unido | 4            |
| Nikolay Davydenko | Rússia      | 5            |
| Andy Roddick      | EUA         | 8            |
| James Blake       | EUA         | 10           |

## Jogos

### 2009
1 de janeiro - quartas-de-final
Nikolay Davydenko  2 x 0  Andy Roddick (6/4 e 6/4)
Andy Murray  2 x 0  James Blake (6/2 e 6/2) - Primeira vitória de Murray sobre Blake na carreira, 1x1 no confronto.
02/01 - semifinal
Andy Murray  2 x 1  Roger Federer (4/6, 6/2 e 7/6 [8/6])
Rafael Nadal  2 x 0  Nikolay Davydenko  (6/2 e 6/3)
3 de janeiro - final
Andy Murray  2 x 1 Rafael Nadal (2h45min de muito tênis - 6/4, 5/7 e 6/3 - Murray fez 2 x 6 no confronto direto)

### Finais
| Ano  | Campeão     | Vice         | Placar         |
| ---- | ----------- | ------------ | -------------- |
| 2009 | Andy Murray | Rafael Nadal | 6/4, 5/7 e 6/3 |